# Philip Lee Williams
Pour les articles homonymes, voir Williams.
Philip Lee Williams, né le 30 janvier 1950 à Athens en Géorgie, est un poète, un journaliste et un écrivain américain de roman policier.

## Biographie
Diplômé en journalisme à l'université de Géorgie en 1972, il travaille comme journaliste pour différents journaux (The Clayton Tribune, The Madisonian, The Athens Dailly News, The Athens Observer). Depuis 2010, il exerce comme professeur à l'université de Géorgie. Il est l'auteur de dix-sept livres, dont Final Heat publié en 1994 dans la collection Série noire sous le titre Coup de chaud.

## Œuvre

### Romans
- The Heart of a Distant Forest (1984)
- All the Western Stars (1988)
- Slow Dance in Autumn (1988)
- The Song of Daniel (1989)
- Perfect Timing (1991)
- Final Heat (1992) Publié en français sous le titre Coup de chaud, Paris, Gallimard, Série noire no 2357, 1994, réédition Folio policier no 214, 2001.
- Blue Crystal (1993)
- The True and Authentic History of Jenny Dorset (1997)
- A Distant Flame (2004)
- The Campfire Boys (2009)
- The Divine Comics: A Vaudeville Show in Three Acts (2011)
- Emerson's Brother (2012)

### Autres romans
- The Silent Stars Go By (1998)
- Crossing Wildcat Ridge: A Memoir of Nature and Healing (1999)
- In the Morning: Reflections from First Light (2005)

### Recueils de poésie
- Elegies for the Water (2009)
- The Flower Seeker (2010)